# 트리플 크라운 (사이클)
도로 자전거 경기에서 삼관왕은 그랜드 투어 셋 중 지로 디탈리아와 투르 드 프랑스에(벨타 아 에스파냐(스페인 투어)가 세 번째 그랜드 투어이다), 세계 도로 자전거 경기 선수권 대회를 합쳐서 말한다. 트리플 크라운은 프로 자전거 도로 경기에서 가장 성취하기 힘든 업적이다.
도로 자전거 경기의 삼관왕은 오직 두 번 있었다.
- 1974년의 벨기에 국적 Eddy Merckx
- 1980년의 아일랜드 국적 Stephen Roche

삼관왕에 근접했던 선수는 프랑스의 Bernard Hinault와 1993년 세계 도로 자전거 경기 선수권 대회에서 2위를 차지한 스페인의 Miguel Induráin이 있다.